# Archilestes regalis
Archilestes regalis – gatunek ważki z rodziny pałątkowatych (Lestidae). Endemit Meksyku; stwierdzony w stanach Veracruz, San Luis Potosí, Puebla i Hidalgo. Opisała go Leonora K. Gloyd w 1944 roku w oparciu o samca odłowionego we wrześniu 1938 roku w Huichihuayan w stanie San Luis Potosí.